# Automat schodowy

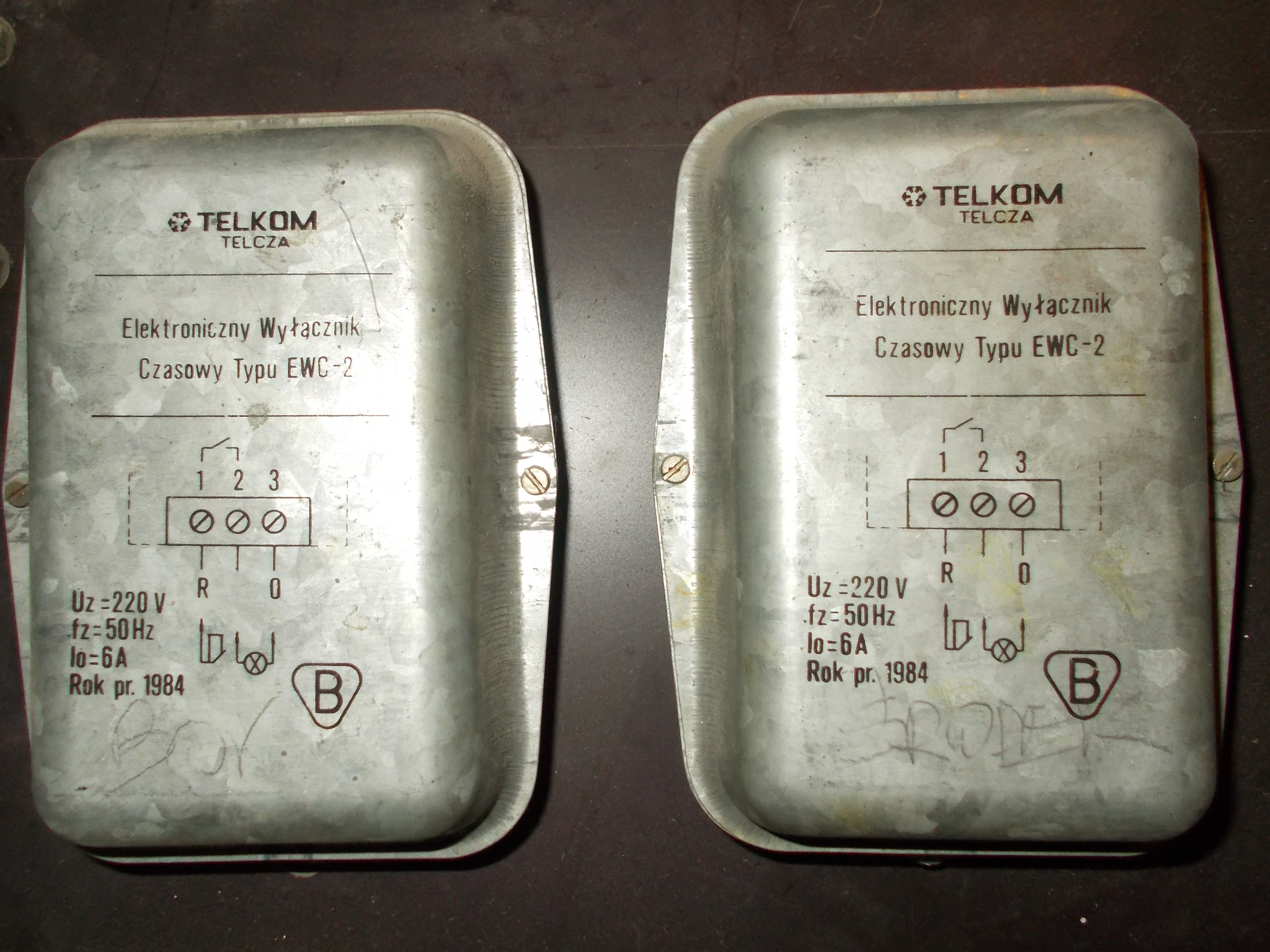
Automaty schodowe, w których zestyki włączane są w przez wbudowane przekaźniki

Automat schodowy – rodzaj łącznika czasowego służący do utrzymywania włączonego oświetlenia przez pewien czas po upływie którego oświetlenie zostaje automatycznie wyłączone. Automat schodowy najczęściej stosowany jest do oświetlenia ciągów komunikacyjnych (np. korytarzy, klatek schodowych itp.).
Załączenie łącznikiem chwilowym (np. łącznikiem dzwonkowym) automat schodowy podtrzymuje oświetlenie przez nastawiony na nim czas. Po upływie nastawionego czasu automat wyłącza oświetlenie automatycznie. Po wyłączeniu oświetlenia można je załączyć ponownie.